# Ursula Gut-Winterberger
Ursula Gut-Winterberger (* 24. September 1953; heimatberechtigt in Küsnacht) ist eine Schweizer Politikerin der FDP.Die Liberalen. Von 2006 bis 2015 war sie Mitglied des Regierungsrats des Kantons Zürich, 2011/2012 als dessen Präsidentin.

## Ausbildung und Beruf
Ursula Winterberger wuchs mit ihrem Bruder in Erlenbach ZH auf. Ihr Vater war Gerhard Winterberger (1921–1993), ehemaliger Direktor des Vororts des Schweizerischen Handels- und Industrievereins (heute: Economiesuisse). 1976 beendete sie ihr Studium der Rechtswissenschaft an der Universität Zürich; sie promovierte 1986 mit der Dissertation Der Anteil von Bundesversammlung, Bundesrat und Bundesverwaltung am Rechtssetzungsverfahren.
Zwischen 1986 und 2006 übte sie verschiedene Tätigkeiten in der Privatwirtschaft aus, unter anderem war sie Direktionsmitglied bei der Credit Suisse. Von 2005 bis 2006 war sie Vizedirektorin des Lebensversicherungskonzerns Swiss Life.

## Politik
Ursula Gut begann ihre politische Laufbahn als Gemeinderätin ihrer Wohngemeinde Küsnacht ZH. Dem Gemeinderat gehörte sie 1994–2006 an, ab 1998 war sie Gemeindepräsidentin von Küsnacht. Von 2004 bis 2015 war Gut Mitglied des Parteivorstandes der FDP Kanton Zürich.
Im Sommer 2006 wurde Gut als Nachfolgerin von Dorothée Fierz in den Zürcher Regierungsrat gewählt. Sie verteidigte damit den zweiten FDP-Sitz erfolgreich gegen die Grüne Ruth Genner. Bis zu ihrer Wiederwahl im Frühling 2007 stand sie der Baudirektion, 2007–2015 der Finanzdirektion vor. Bei den Regierungsratswahlen 2007 erzielte sie das beste Ergebnis aller Kandidaten. 2015 verzichtete sie auf eine erneute Kandidatur.
Seit 2016 ist sie Mitglied des Verwaltungsrats der SRG SSR. Daneben übt sie weitere Mandate aus, u. a. als Stiftungsrätin der Schulthess Klinik.

## Familie
Ursula Gut-Winterberger ist seit 1977 mit dem Publizisten Ulrich E. Gut verheiratet. Ihr Vater ist der Schweizer Wirtschaftswissenschaftler Gerhard Winterberger. 